# Chemin de fer électrique mannois

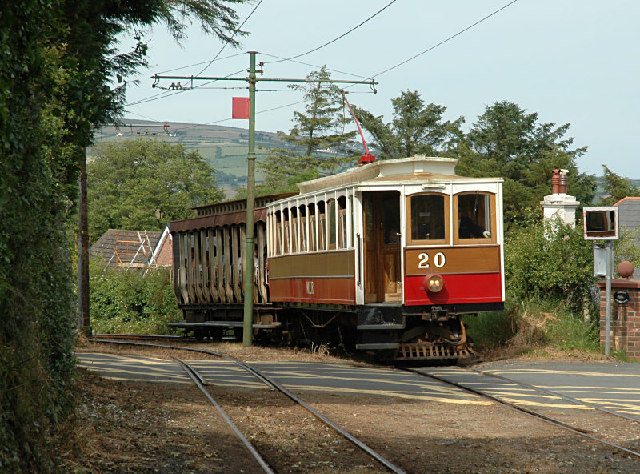
La motrice No.20 arrive à la station de Baldrine.

Le chemin de fer électrique du Man est un tramway interurbain reliant les villes de Douglas, Laxey et Ramsey sur l’île de Man. Il est relié à Douglas au terminus nord (Derby Castle) du tramway hippomobile de la baie de Douglas et au chemin de fer du Snaefell à la gare Laxey. Le tramway emprunte un itinéraire d'intérêt touristique ce qui explique son succès auprès des vacanciers.

## Histoire

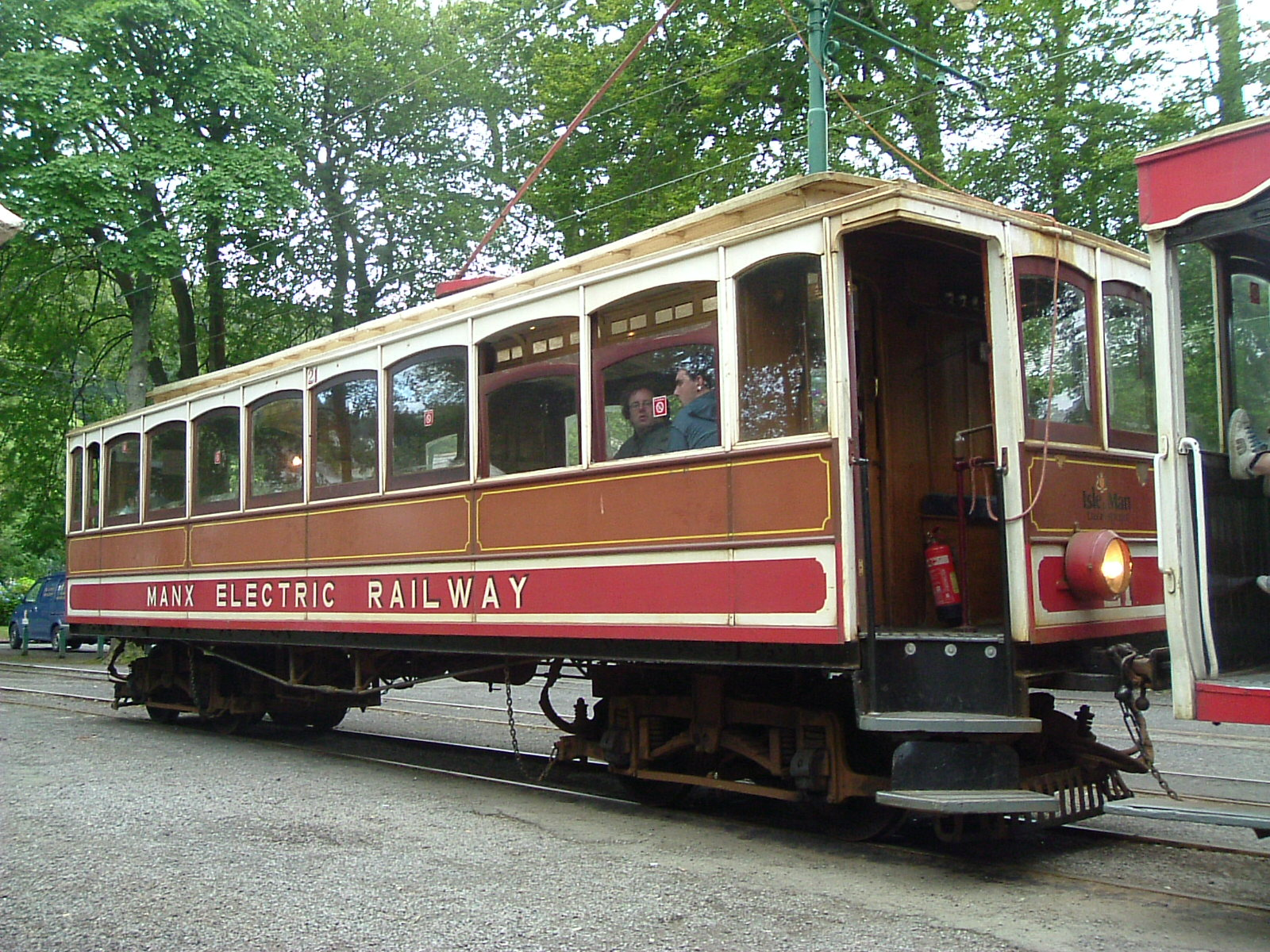
Un train à quai à Laxey station

La première section de la ligne, de Douglas à Groudle Glen, ouvrit en 1893, puis la ligne rejoignit Laxey en 1894 et Ramsey en 1899. La première section de la ligne fut construite par la compagnie Douglas Bay Estates Ltd. et en 1894 le tramway fut acquis par la société Douglas & Laxey Electric Tramway Co. Ltd. qui changea son nom en Isle of Man Tramways & Electric Power Co. Ltd. (IoMT&EP) la même année.
L'entreprise se retrouva en liquidation en 1900 après une catastrophe bancaire. Le chemin de fer électrique fut alors cédé à la jeune compagnie Manx Electric Railway Co. Ltd. qui la remit en service en 1902. Mais au début des années 1950, la compagnie connut de nouvelles difficultés financières et en 1957 le chemin de fer électrique fut définitivement repris en main par le gouvernement de l'île de Man.

## La ligne
La ligne possède un écartement de 914 millimètres et une longueur de 27,4 kilomètres. Elle est très à l'écart du trafic routier, empruntant des couloirs réservés où traversant des propriétés privées. Elle fonctionne avec une caténaire à 500 volts en courant continu.
La ligne est fermée en hiver.

## Le matériel roulant
À l'origine le service fut assuré par environ une vingtaine de tram cars et le même nombre de wagons presque tous antérieurs à 1910, les plus anciens remontant à 1893. Deux des trois voitures qui participèrent à l'ouverture de la ligne en 1893 sont encore en service et constituent donc les plus anciens tramcars électrifiés du monde. La conception des tramcars du Manx date d'une époque où il n'existait aucun consensus sur la fabrication de ces engins, ce qui explique leur originalité. La plupart des dessertes sont effectuées par une motrice et un seul wagon.
Tramways mis en service au cours de l'année 2006 :
- motrices : 1, 2, 5, 6, 9, 19, 20, 21, 22, 26, 32 et 33
- wagons : 37, 40, 41, 42, 43, 44, 46, 47, 48, 49, 51, 56, 57, 59, 61 et 62.

## Exploitation
Le chemin de fer électrique de Man est la propriété et la responsabilité du ministère des transports de l'île de Man.

## Entretien
Le Tynwald vote en 2014 un budget de 1,3 million de livres consacré à l'entretien de la ligne et notamment à la restauration d'un pont long de 52 mètres enjambant le Ballure Glen. Selon Leonard Singer (en), MHK de Ramsey, « les bois qui supportent le pont n'ont pas été remplacés depuis 34 ans mais ce qui choque le plus est qu'il ne semble pas y avoir eu de réparations au niveau de la structure depuis 116 ans. »

## Principales stations de tramway
- Derby Castle, Douglas
- Groudle Glen
- Baldrine
- Ballabeg
- South Cape
- Laxey
- Minorca
- Dhoon Glen
- Ballaglass
- Ballajora
- Ramsey